# 哥倫布 (北卡羅萊納州)
哥倫布（英語：Columbus）是一個位於美國北卡羅萊納州波爾克縣的城鎮。同時該地也是波爾克縣的縣治。

## 人口
根據2020年美國人口普查的數據，哥倫布的面積為9.76平方千米，當中陸地面積為9.73平方千米，而水域面積為0.03平方千米。當地共有人口1060人，而人口密度為每平方千米109人。